# Tropan
Tropanul este un compus organic biciclic ce conține azot. Acesta intră în structura unei grupe de alcaloizi, cunoscuți sub denumirea de alcaloizi tropanici (câteva exemple fiind atropina și cocaina). Alcaloizii tropanici sunt răspândiți la unele specii de plante din familiile Erythroxylaceae (incluzând coca) și Solanaceae.

## Structură
Puntea cu atom de azot se află între pozițiile 1 și 5. În structura sa se pot observa doi atomi de carbon asimetrici, însă tropanul este optic inactiv din cauza simetriei moleculare. 